# Peter Bolton
Peter Rowland Bolton (* 24. Dezember 1919 in Wetherby; † 25. August 2008 in Glen Vine) war ein britischer Autorennfahrer.

## Karriere im Motorsport
International bekannt wurde der britische Autorennfahrer Peter Bolton durch ein Unglück. Bei Einbruch der Dunkelheit hatte er als AC-Cars-Werkspilot beim 24-Stunden-Rennen von Le Mans 1964 auf der schnellen Passage zwischen der Mulsanne- und der Indianapolis-Kurve einen Unfall. Der AC Cobra kollidierte nach einem Getriebeschaden mit dem Ferrari 275P von Giancarlo Baghetti. Beide Wagen rutschten dabei in eine Auslaufzone, die für Zuschauer gesperrt war. Drei Personen waren aber über die Barriere gestiegen und wurden vom sich drehenden Rennwagen getroffen. Alle drei starben noch an der Unfallstelle.
Bolton fuhr in den 1950er- und 1960er-Jahren Sportwagenrennen. Sein größter internationaler Erfolg war der siebte Gesamtrang in Le Mans 1963 mit Ninian Sanderson im AC Cobra 289 Coupé.

## Statistik

### Le-Mans-Ergebnisse
| Jahr | Team                           | Fahrzeug            | Teamkollege      | Platzierung            | Ausfallgrund    |
| ---- | ------------------------------ | ------------------- | ---------------- | ---------------------- | --------------- |
| 1956 | Robert Walshaw                 | Jaguar XK 140       | Robert Walshaw   | disqualifiziert        |                 |
| 1957 | AC Cars Ltd.                   | AC Ace              | Ken Rudd         | Rang 10                |                 |
| 1958 | AC Cars Ltd.                   | AC Ace LM Prototype | Richard Stoop    | Rang 8                 |                 |
| 1959 | Standard Triumph Motor Company | Triumph TR3S        | Mike Rothschild  | Ausfall                | defekter Kühler |
| 1960 | Standard Triumph               | Triumph TR4S        | Ninian Sanderson | nicht klassiert        |                 |
| 1961 | Standard Triumph Motor Company | Triumph TR4S        | Keith Ballisat   | Rang 9                 |                 |
| 1962 | TVR Cars                       | TVR Grantura        | Ninian Sanderson | Ausfall                | defekter Kühler |
| 1963 | AC Cars Ltd.                   | AC Cobra 289 Coupé  | Ninian Sanderson | Rang 7 und Klassensieg |                 |
| 1964 | AC Cars Ltd.                   | AC Cobra Coupé      | Jack Sears       | Ausfall                | Unfall          |
| 1965 | Standard Triumph Ltd.          | Triumph Spitfire    | William Bradley  | Ausfall                | Motorschaden    |

### Sebring-Ergebnisse
| Jahr | Team                       | Fahrzeug         | Teamkollege     | Platzierung | Ausfallgrund |
| ---- | -------------------------- | ---------------- | --------------- | ----------- | ------------ |
| 1962 | TVR Cars                   | TVR Grantura     | Mike Rothschild | Ausfall     | Hinterachse  |
| 1963 | Standard-Triumph Motor Co. | Triumph TR4      | Mike Rothschild | Rang 22     |              |
| 1965 | Standard Triumph Inc.      | Triumph Spitfire | Mike Rothschild | Ausfall     | Unfall       |

### Einzelergebnisse in der Sportwagen-Weltmeisterschaft
| Saison | Team                           | Rennwagen            | 1   | 2   | 3   | 4   | 5   | 6   | 7   | 8   | 9   | 10  | 11  | 12  | 13  | 14  | 15  | 16  | 17  | 18  | 19  | 20  | 21  | 22  |
| ------ | ------------------------------ | -------------------- | --- | --- | --- | --- | --- | --- | --- | --- | --- | --- | --- | --- | --- | --- | --- | --- | --- | --- | --- | --- | --- | --- |
| 1955   | Aston Martin                   | Aston Martin DB2     | BUA | SEB | MIM | LEM | RTT | TAR |     |     |     |     |     |     |     |     |     |     |     |     |     |     |     |     |
| 1955   | Aston Martin                   | Aston Martin DB2     | DNF |     |     |     |     |     |     |     |     |     |     |     |     |     |     |     |     |     |     |     |     |     |
| 1957   | AC Cars                        | AC Ace               | BUA | SEB | MIM | NÜR | LEM | KRI | CAR |     |     |     |     |     |     |     |     |     |     |     |     |     |     |     |
| 1957   | AC Cars                        | AC Ace               |     | 10  |     |     |     |     |     |     |     |     |     |     |     |     |     |     |     |     |     |     |     |     |
| 1958   | AC Cars                        | AC Ace               | BUA | SEB | TAR | NÜR | LEM | RTT |     |     |     |     |     |     |     |     |     |     |     |     |     |     |     |     |
| 1958   | AC Cars                        | AC Ace               |     | 8   |     |     |     |     |     |     |     |     |     |     |     |     |     |     |     |     |     |     |     |     |
| 1959   | Standard Motor Company         | Triumph TR3          | SEB | TAR | NÜR | LEM | RTT |     |     |     |     |     |     |     |     |     |     |     |     |     |     |     |     |     |
| 1959   | Standard Motor Company         | Triumph TR3          | DNF |     |     |     |     |     |     |     |     |     |     |     |     |     |     |     |     |     |     |     |     |     |
| 1960   | Standard Motor Company         | Triumph TR4          | BUA | SEB | TAR | NÜR | LEM |     |     |     |     |     |     |     |     |     |     |     |     |     |     |     |     |     |
| 1960   | Standard Motor Company         | Triumph TR4          |     | DNF |     |     |     |     |     |     |     |     |     |     |     |     |     |     |     |     |     |     |     |     |
| 1961   | Standard Motor Company         | Triumph TR4          | SEB | TAR | NÜR | LEM | PES |     |     |     |     |     |     |     |     |     |     |     |     |     |     |     |     |     |
| 1961   | Standard Motor Company         | Triumph TR4          | 9   |     |     |     |     |     |     |     |     |     |     |     |     |     |     |     |     |     |     |     |     |     |
| 1962   | TVR                            | TVR Grantura         | DAY | SEB | SEB | MAI | TAR | BER | NÜR | LEM | TAV | CCA | RTT | NÜR | BRI | BRI | PAR |     |     |     |     |     |     |     |
| 1962   | TVR                            | TVR Grantura         |     |     | DNF |     |     |     |     | DNF |     |     | DNF |     |     |     |     |     |     |     |     |     |     |     |
| 1963   | Standard Motor Company AC Cars | Triumph TR4 AC Cobra | DAY | SEB | SEB | TAR | SPA | MAI | NÜR | CON | ROS | LEM | MON | WIS | TAV | FRE | CCE | RTT | OVI | NÜR | MON | MON | TDF | BRI |
| 1963   | Standard Motor Company AC Cars | Triumph TR4 AC Cobra |     |     | 22  |     |     |     |     |     |     | 7   |     |     |     |     |     |     |     |     |     |     |     |     |
| 1964   | AC Cars                        | AC Cobra             | DAY | SEB | TAR | MON | SPA | CON | NÜR | ROS | LEM | REI | FRE | CCE | RTT | SIM | NÜR | MON | TDF | BRI | BRI | PAR |     |     |
| 1964   | AC Cars                        | AC Cobra             |     |     |     |     |     | DNF |     |     |     |     |     |     |     |     |     |     |     |     |     |     |     |     |
| 1965   | Standard Motor Company         | Triumph Spitfire     | DAY | SEB | BOL | MON | MON | RTT | TAR | SPA | NÜR | MUG | ROS | LEM | REI | BOZ | FRE | CCE | OVI | NÜR | BRI | BRI |     |     |
| 1965   | Standard Motor Company         | Triumph Spitfire     |     | DNF |     |     |     |     |     |     |     |     |     | DNF |     |     |     |     |     |     |     |     |     |     |